# Дејан Јаковић
Дејан Јаковић (Карловац, 16. јул 1985) канадски је фудбалер српског порекла. 

## Каријера
Током каријере играо је за Црвену звезду, Ди си јунајтед и многе друге клубове.

## Репрезентација
За репрезентацију Канаде дебитовао је 2008. године. За национални тим одиграо је 41 утакмица.

## Статистика
| Канада | Канада | Канада |
| Год.   | Ута.   | Гол.   |
| ------ | ------ | ------ |
| 2009   | 5      | 0      |
| 2010   | 3      | 0      |
| 2011   | 2      | 0      |
| 2012   | 1      | 0      |
| 2013   | 5      | 0      |
| 2014   | 1      | 0      |
| 2015   | 9      | 0      |
| 2016   | 6      | 0      |
| 2017   | 6      | 0      |
| 2018   | 1      | 0      |
| Укупно | 39     | 0      |